# Valerie Isham
Valerie Susan Isham (1947) é uma especialista em teoria da probabilidade britânica, presidente da Royal Statistical Society em 2011–2012.
Estudou no Imperial College London, onde foi aluna de David Cox.
Recebeu a Medalha Guy de bronze de 1990.